# Antony Hewish

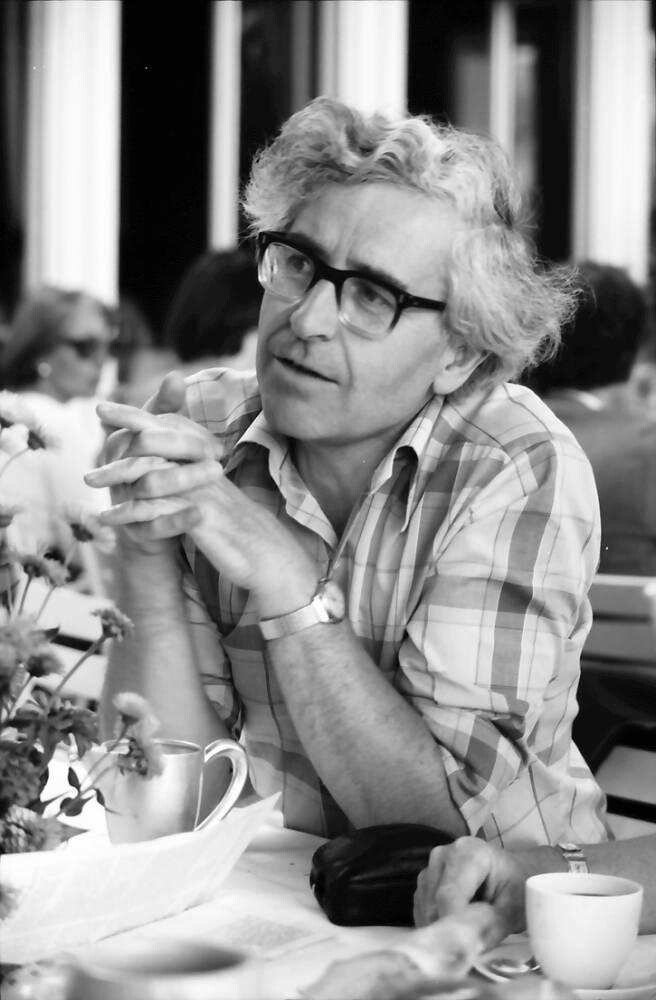
Antony Hewish (1976)

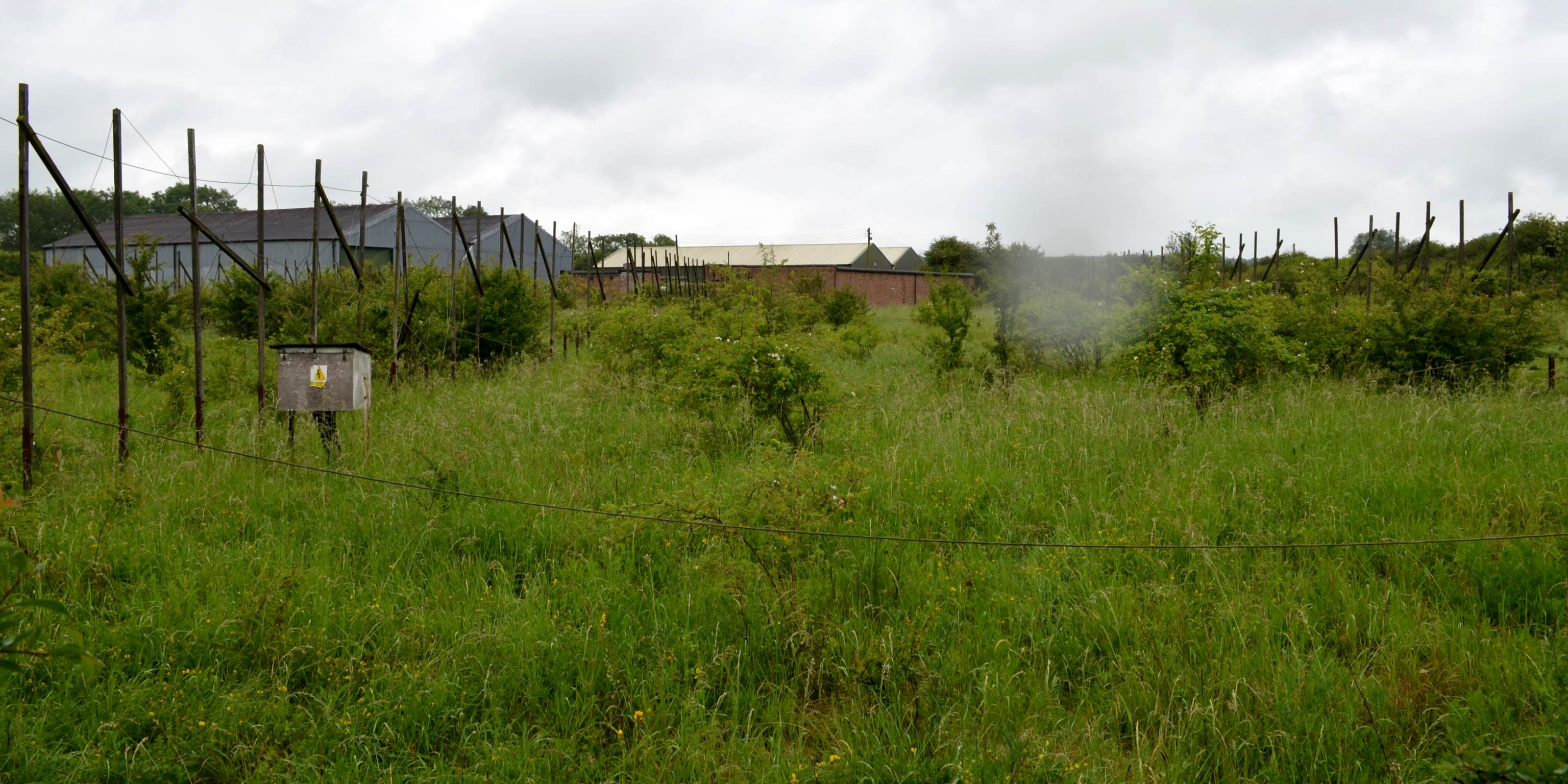
Die Reste des Interplanetary Scintillation Array des MRAO, mit dem 1967 der erste Pulsar entdeckt wurde

Antony Hewish (* 11. Mai 1924 in Fowey, Cornwall; † 13. September 2021) war ein britischer Radioastronom und Physik-Nobelpreisträger.

## Leben
Antony Hewish wurde als jüngster von drei Brüdern in Fowey (Cornwall) geboren und wuchs in Newquay auf. Nach dem Besuch des King’s College in Taunton begann er 1942 sein Studium an der Universität Cambridge. Er leistete von 1943 bis 1946 Kriegsdienst in Forschungseinrichtungen, dem Royal Aircraft Establishment in Farnborough und dem Telecommunications Research Establishment in Malvern, in der Radarforschung. Er kehrte 1946 nach Cambridge zurück und schloss sein Studium 1948 ab. Anschließend wechselte er ans Cavendish Laboratory zu Martin Ryle, mit dem er bereits während seines Kriegsdienstes zusammengearbeitet hatte. Nach seiner Promotion 1952 wechselte er zunächst ans Gonville and Caius College und 1961 als Studienleiter für Physik an das Churchill College. Er wurde 1971 zum Professor für Radioastronomie ernannt und emeritierte 1989. Er übernahm 1977 nach einer schweren Erkrankung von Martin Ryle die Führung der Radioastronomiegruppe in Cambridge und stand von 1982 bis 1988 dem Mullard Radio Astronomy Observatory (MRAO) in Lord’s Bridge (Cambridgeshire) vor, einer Ende 1967 geschlossenen Eisenbahnstation zwischen Oxford und Cambridge und einige km westlich von Cambridge. Hewish heiratete 1950 Marjorie Elizabeth Catherine Richards. Aus der Ehe gingen ein Sohn, ein Physiker, und eine Tochter, eine Sprachlehrerin, hervor. Antony Hewish starb am 13. September 2021 im Alter von 97 Jahren.

## Werk
Hewish begann seine Arbeit auf dem Gebiet der Radioastronomie am Cavendish Laboratory in Cambridge und erzielte sowohl praktische als auch theoretische Fortschritte in der Beobachtung und Auswertung der Szintillation von Radioquellen aufgrund der Wechselwirkung ihrer Strahlung mit der Ionosphäre. Nach der Entdeckung der interplanetaren Szintillation durch den Sonnenwind 1964 sammelte er Gelder für die Finanzierung mehrerer Teleskope in Cambridge, um die Beobachtungsmöglichkeiten von Radiogalaxien zu verbessern. Nachdem 1965 die Konstruktion begonnen hatte, wurden die Teleskope, die zu einem großen Array zusammengeschaltet sind, 1967 fertiggestellt. Im Rahmen dieses Projektes bemerkte eine seiner Doktoranden, Jocelyn Bell, den ersten Pulsar PSR J1921+2153.
Er wurde 1974 zusammen mit Martin Ryle mit dem Nobelpreis für Physik für seine Rolle bei der Entdeckung der Pulsare ausgezeichnet. In der Folge wurde das Nobelkomitee heftig kritisiert, vor allem von Fred Hoyle, da Jocelyn Bell, die die eigentliche Entdeckerin war und in der Originalveröffentlichung der Entdeckung an zweiter Stelle nach Hewish genannt ist, leer ausging.

## Auszeichnungen
- Hamiltonpreis, Cambridge, 1952
- Eddington-Medaille, Royal Astronomical Society, 1969
- Karl-Schwarzschild-Medaille, Astronomische Gesellschaft, 1971
- Mitglied der American Academy of Arts and Sciences, 1971
- Dellinger-Medaille, International Union of Radio Science, 1972
- Michelson-Medaille, Franklin Institute, 1973
- Hopkins-Preis, Cambridge Philosophical Society, 1973
- Holweck-Medaille und -Preis, Société française de physique, 1974
- Nobelpreis für Physik, 1974
- Hughes-Medaille, Royal Society, 1976
- Assoziiertes Mitglied der Königlichen Akademie der Wissenschaften und Schönen Künste von Belgien, 1989
- Mitglied der Academia Europaea, 1993